# Bill Bruford
 Der er for få eller ingen kildehenvisninger i denne artikel, hvilket er et problem. Du kan hjælpe ved at angive troværdige kilder til de påstande, som fremføres i artiklen.

William Scott Bruford (født 17. maj 1949 i Sevenoaks, Storbritannien), bedre kendt som Bill Bruford, er en indflydelsesrig britisk trommeslager kendt for sin kraftfulde, yderst præcise polyrytmiske stil. Han var den oprindelige trommeslager i den indflydelsesrige progressive rock-gruppe Yes.
Bruford fik sin første tromme, en lilletromme, af sine forældre, da han var 13, og han fortsatte med at føje flere dele til, indtil han havde et komplet trommesæt. Han var meget påvirket af Miles Davis og tilføjede et musikalsk element af jazz til Yes, mens han spillede i gruppen.
Han har spillet en fremtrædende rolle inden for art rock siden de tidlige 1970'ere. Han har været med i mange grupper og projekter, hvoraf de mest berømte har været Yes, King Crimson og hans egen fusionsgruppe Bruford.
Han blev berømt i de tidlige 1970'ere som den oprindelige trommeslager i Yes, hvor han spillede på gruppens to første album og på de skelsættende LP'er The Yes Album, Fragile og Close to the Edge, og han chokerede sine fans ved at forlade gruppen på højden af deres succes i 1972.

## Trommerne
Bruford ved ikke, hvorfor han valgte at spille på trommer, men han prøver at forklare det således i et interview i All about Jazz:
Bruford så amerikanske jazz-trommeslagere fra 1960'erne på BBC om lørdagen. Tv-programmerne satte fluer i hovedet på den 13-årige Bruford. Han syntes, alle musikerne var fascinerende og mystiske, især trommeslagerne. Hans søster forærede ham så hans første sæt whiskers.
Senere fik han lidt undervisning i skolen af Lou Pocock fra Royal Philharmonic Orchestra, men derefter tilegnede han sig andre teknikker, hvor han kunne komme til det. Han sagde, at han aldrig lærte sig en teknik bare for at lære den men som en løsning på et problem. "Hvis jeg hørte noget, jeg ikke selv kunne lave, fandt jeg ud af hvordan."
På denne måde lærte Bruford også at spille på andre instrumenter, selvom han med egne ord har "en teknik som en klassisk amatør; jeg kan nogle svære ting, og så har jeg kæmpehuller på andre områder. Denne form for amatørisme er en hjælp, når man skal skabe sig en stil; man er nødt til at omgå svaghederne."

## Årene med Yes
Brufords første år med Yes: De fleste af de tidlige medlemmer af Yes boede i hus sammen. De var nærmest tvunget til at være i huset hele tiden, fordi de med kort varsel kunne blive bedt om at spille et eller andet sted. Bruford har sammenlignet det med en brandmands tilværelse; når alarmen lød, kurede de ned af stangen og tog ud og spillede.
Selvom Yes tilsyneladende var en tæt knyttet gruppe, var der også andre sider: Bruford husker tiden som fyldt med småskænderier og heftige temperamenter. Der var konstante gnidninger og masser af diskussioner mellem Bruford, Chris Squire og Jon Anderson. Det blev forklaret med, at de havde vidt forskellig social baggrund. Bruford indrømmede, at han havde svært ved at forstå Andersons nordengelske accent og Andersons tilbøjelighed til at tale i underlige sætninger, som ingen forstod. Den måde at tale på påvirkede i høj grad på Yes' sangtekster.
Medlemmerne af Yes var ikke fremmede for alkohol, men Bruford husker ikke, at der var ret meget "sex, drugs and rock'n'roll". Hele gruppen plejede at drikke en masse alkohol, og de tog tit til en klub i London, England, kaldet The Speakeasy, som blev bestyret af gruppens manager Ron Flynn. The Spekeasy var åben til kl. 2 eller 3 om morgenen, så Yes kunne spille et eller andet sted inden for en radius af et par hundrede kilometer og stadig nå tilbage til The Speakeasy ved 2-tiden, hvor de så drak "masser" af whisky og cola.
I 1972 mente Bruford, at Yes havde drevet det så langt, som gruppen kunne, eller i det mindste så langt som han kunne bidrage. Han havde ikke lyst til at bruge en masse tid i studiet på at diskutere akkorder og lave plader, som han mente ikke kunne blive andet end noget à la Close to the Edge vender tilbage.
Hovedårsagen til at han forlod gruppen var imidlertid, at hans prøver med bassisten Chris Squire altid blev forsinkede. At vente på at Squire skulle dukke op var det værste. Engang havde have han et korporligt slagsmål med Squire efter en koncert, fordi de var uenige om, hvem der havde spillet dårligt.
Bruford havde problemer med Chris Squires overholdelse af tider. Squire kom konstant for sent til alle aftaler, afrejser, ankomster og lydprøver. Ifølge Bruford er det det værste en musiker kan gøre mod en anden. Han mente, at det måske skyldtes, at den, der kommer til sidst, er den "vigtigste".
Efter Yes tilbragte Bruford "en masse tid på at vente på at telefonen skulle ringe og spekulere på, om den overhovedet ville", indtil han blev spurgt, om han ville arbejde med Gong og National Health med Dave Stewart, som spillede på tangenter, og som senere spillede med på Brufords soloalbum.

## King Crimson
Senere tog Bruford mod Robert Fripps invitation til at spille i King Crimson; noget han havde haft lyst til længe. Hans evne til at huske komplicerede trommesekvenser kom for dagen, da han lærte at spille den lange del med slagtøj/guitar midt i "21st Century Schizoid Man" "ved at lytte til den og så bare lære den."
Han erkender, at hans evner til at læse noder er dårligere, end han kunne ønske sig. "Jeg lærte at læse de vandrette linier, men ikke de lodrette noder", selvom han med succes har komponeret masser af musik i årenes løb, selvom det er gået langsomt.
Bruford var mere interesseret i kunstneriske udfoldelser, og King Crimson tiltalte den side af ham. David Cross, som spillede violin, bratsch og tangenter, blev valgt til at komme kød på den nye gruppes sound. Prøver og turné begyndte i slutningen af 1972, og Larks' Tongues in Aspic udkom tidligt det efterfølgende år. Gruppen tilbragte resten af 1973 på turné i Storbritannien, Europa og Amerika. Fripps guitarspil var højlydt og aggressivt, og Brufords fremaddrivende trommespil gik godt i spænd med Wettons ofte kraftfulde basguitar.

## Genesis live
Bruford tilbragte også et år på turné med Genesis i 1976.
Han kom med i gruppen fordi Phil Collins og Bruford arbejde sammen i gruppen Brand X. Bruford spillede slagtøj og Collins trommer. Collins forklarede, at det var et problem at Peter Gabriel forlod Genesis. Selvom man havde haft en masser sangere til prøve, mente Collins, at han var bedre end dem, de havde lyttet til. Bruford foreslog, at han slog på trommer bag Collins' sang, indtil de fandt en permanent trommeslager.
Selvom han var Collins' ven og kollega, fortælles det, at Bruford opførte sig dårligt og kom med kritiske bemærkninger fra sidelinjen, mens han arbejde sammen med Genesis – hvilket han senere har undskyldt for.
Bruford har fortalt, at han syntes, at Phil Collins var en god trommeslager og sanger, som ønskede, at Genesis skulle få succes. Bruford husker ikke hvor succesrige, de var, da A Trick of the Tail udkom, og om de kom på hitlisten. Han kunne ikke huske det, fordi det egentlig ikke interesserede ham. Han var kun interesseret i at levere et godt stykke arbejde på trommerne som en slags lejesvend. Han har også sagt, at Collins er meget sart mht. kritik. Iflg. Bruford: bekymrede Collins sig meget om hvad havejournalisten på en eller anden lokalavis måtte mene.

## Solokarriere
Bill Bruford stod i spidsen for sin egen gruppe, "Bruford" i slutningen af 1970'erne. De oprindelige medlemmer af gruppen var Dave Stewart (tangenter), Jeff Berlin (bas), Allan Holdsworth (guitar) og Bruford (trommer).
På det første album var også Annette Peacock (sang) og Kenny Wheeler (flügelhorn) med. Det andet album, One of a Kind, var overvejende instrumentalt, og på livealbummet The Bruford Tapes og en efterfølgende turné blev Holdsworth erstattet af guitaristen John Clark.

## UK
Efter sit soloalbum slog han sig sammen med bassisten fra King Crimson, John Wetton, i den progressive rockgruppe UK. Mens han var med i gruppen i perioden 1978-78, udgav de et album og tog på en lille turné i USA og Canada. Han lavede senere endnu to soloalbum.

## King Crimson igen
Bruford kom med i King Crimson igen, der denne gang bestod af Bruford, Robert Fripp på guitar, Tony Levin på bas og Chapman Stick samt Adrian Belew, der spillede guitar og sang. Han var med til at indspille Discipline, Beat og Three of a Perfect Pair. Det var på det tidspunkt, Bruford skiftede til elektroniske trommer og begyndte med sin berømmede polyrytmiske stil.
King Crimson gjorde sig klar til dukke op endnu engang, denne gang som en seks-mandsgruppe bestående af folkene fra 1980'erne plus Trey Gunn på guitar og Pat Mastelotto på trommer sammen med Bruford. Denne såkaldte dobbelttrio indspillede ét album, THRAK i 1994, inden Levin og Bruford forlod gruppen. Bruford forklarede det med sin frustration under prøverne: "King Crimsons projekt med dobbelttrioen sank uden et spor. Der var kun et par bobler tilbage på overfladen, og den Almægtige slugte det hele. Det var en svær periode især for mig og Robert [Fripp]."
Bruford kunne ikke se ideen med flere prøver, som i øvrigt var blevet meget dyre. Han syntes ikke, at gruppen kom nogen vegne. Han havde lyst til at komme videre og kunne ikke forstå, hvorfor der ikke skete noget. Robert Fripp var selvfølgelig heller ikke glad over musikken. Efter 10 aldeles frygtelige dage med prøver sagde Bruford, at han havde fået nok og ville se at komme videre med en fuldstidskarriere indenfor jazz.

## Yes igen
Anderson Bruford Wakeman Howe (også kaldt ABWH) var en videreudvikling af den progressive rockgruppe Yes. Gruppen bestod af Jon Anderson (sang), Bill Bruford (trommer), Rick Wakeman (tangenter) og Steve Howe (guitar) med Tony Levin på bas.
Disse gamle Yes-medlemmer havde spillet sammen på noget af det meste populære fra Yes i begyndelsen af 1970'erne. Anderson Bruford Wakeman Howe indspillede ét studiealbum i 1989. En liveoptagelse fra den efterfølgende turné blev udgivet i 1993.
Bruford var i en kort periode i 1991 og 1992 igen med i Yes på "Union"-albummet og -turneen.

## Earthworks
Bruford er måske mest berømt for at have revolutioneret trommespillet med sin brug af elektroniske trommer og sin melodiske trommestil, selvom han i de senere år primært har spillet på akustiske trommer. Selvom Bruford har sin egen jazzgruppe, Earthworks, er han fortsat med at samarbejde med mange musikere, bl.a. tidligere tangentspiller i Yes, Patrick Moraz (som han lavede to album sammen med i 1980'erne) og bassisten Tony Levin. Han har primært fokuseret på Earthworks i de senere år, især efter han forlod den seneste inkarnation af King Crimson, der sluttede med gruppens dobbelttrio-eksperiment.

## Diskografi

### Solo
Bruford
- Feels Good to Me (1978)
- One of a Kind (1979)
- The Bruford Tapes (1979, live recording)
- Gradually Going Tornado (1980)
- Rock Goes to College (2006, live recording)

Opsamlingsalbum
- Master Strokes: 1978–1985 (1986)
- Making a Song and Dance: A Complete-Career Collection (2022)

### Som bandmedlem
- Yes (1969)
- Time and a Word (1970)
- The Yes Album (1971)
- Fragile (1971)
- Close to the Edge (1972)
- Yessongs (1973, live recording)
- Yesterdays (Yes album) (1975)
- Union (1991)
- Symphonic Music of Yes (1993)
- Union Live (2011, live recording)

King Crimson
- Larks' Tongues in Aspic (1973)
- Starless and Bible Black (1974)
- Red (1974)
- USA (1975, live recording)
- Discipline (1981)
- Beat (1982)
- Three of a Perfect Pair (1984)
- Absent Lovers (1998, live recording)
- VROOOM (1994)
- THRAK (1995)
- B'Boom: Live in Argentina (1995, live recording)
- THRaKaTTaK (1996, live recording)
- Live at the Jazz Café (1999, live recording as part of The ProjeKcts box set)
- VROOOM VROOOM (2001, live recording)

U.K.
- U.K. (1978)
- Concert Classics, Vol. 4 (1999, re-released as Live in America and Live in Boston)
- Ultimate Collector's Edition (2016)

Moraz/Bruford
- Music for Piano and Drums (1983)
- Flags (1985)
- In Tokyo (2009, live recording)

Anderson Bruford Wakeman Howe
- Anderson Bruford Wakeman Howe (1989)
- An Evening of Yes Music Plus (1993)
- Live at the NEC (2012)

Earthworks
- Earthworks (1987)
- Dig? (1989)
- All Heaven Broke Loose (1991)
- Stamping Ground: Bill Bruford's Earthworks Live (1994, live recording)
- Heavenly Bodies (1997)
- A Part, and Yet Apart (1999)
- The Sound of Surprise (2001)
- Footloose and Fancy Free (2002, live recording)
- Random Acts of Happiness (2004, live recording)
- Earthworks Underground Orchestra (2006, live recording)

Bruford with Ralph Towner and Eddie Gomez
- If Summer Had Its Ghosts (1997)

Pete Lockett's Network of Sparks featuring Bill Bruford
- One (1999)

Bruford Levin Upper Extremities
- Bruford Levin Upper Extremities (1998)
- B.L.U.E. Nights (2000, live recording)

Duo with Michiel Borstlap
- In Concert in Holland (2004, live recording)
- Every Step a Dance, Every Word a Song (2004)
- In Two Minds (2007)

### Gæsteoptræden
- Rick Wakeman – The Six Wives of Henry VIII (1973)
- Chris Squire – Fish Out of Water (1975)
- Steve Howe – Beginnings (1975)
- Roy Harper – HQ (1975)
- Various Artists – Peter and the Wolf (1975)
- Pavlov's Dog – At the Sound of the Bell (1976)
- Absolute Elsewhere – In Search of Ancient Gods (1976)
- Genesis – Three Sides Live (1982; live recording)
- Genesis – Genesis Archive 2: 1976-1992 (2000; live recording)
- Genesis – Seconds Out (1977, live recording)
- Annette Peacock – X-Dreams (1978)
- Steve Howe – The Steve Howe Album (1979)
- The Roches – Keep on Doing (1982)
- Al Di Meola – Scenario (1983)
- Annette Peacock – Been in the Streets Too Long (1983)
- Jamaaladeen Tacuma - Renaissance Man (1984)
- Patrick Moraz – Time Code (1984)
- David Torn – Cloud About Mercury (1986)
- Dave Stewart and Barbara Gaskin – Up from the Dark (1986)
- Akira Inoue – Tokyo Installation (1986)
- Anri – Trouble in Paradise (1986)
- The New Percussion Group of Amsterdam, Bill Bruford, and Keiko Abe – Go Between (1987)
- Kazumi Watanabe – The Spice of Life (1987)
- Dave Stewart and Barbara Gaskin – As Far as Dreams Can Go (1988)
- Kazumi Watanabe – The Spice of Life Too (1988)
- Nobuhide Saki - Yume O Yobe (1988)
- David Torn – Door X (1990)
- Steve Howe – Turbulence (1991)
- Joe Hisaishi – Paradise on Earth (1994)
- Tony Levin – World Diary (1995)
- National Health – Missing Pieces (1996)
- Steve Hackett – Genesis Revisited (1996)
- Buddy Rich Big Band – Burning for Buddy: A Tribute to the Music of Buddy Rich, Vol. 2 (1997)
- Gordian Knot – Emergent (2003)
- World Drummers Ensemble – A Coat of Many Colours (2006)
- Piano Circus – Skin and Wire, The Music of Colin Riley (2009)
- Leon Alvarado – Strangers in Strange Places (2010)